# Le Busseau
Le Busseau est une commune française située dans le département des Deux-Sèvres, en région Nouvelle-Aquitaine.

## Géographie

### Localisation et communes limitrophes
| La Chapelle-aux-Lys              | Saint-Paul-en-Gâtine | Scillé               |
| Marillet, Saint-Hilaire-de-Voust | Busseau              | Scillé               |
| Faymoreau                        | Saint-Laurs          | La Chapelle-Thireuil |

### Lieux-dits et hameaux
La commune du Busseau possède près de 31 lieux-dits et hameaux qui sont la Baubière, la Blinière, la Boissière, la Bourtière, Bretignolles, les Broises, la Chauvière, la Coutancière, l'Embranchement, le Fougeroux, les Frênes, la Girardière, la Givrelière, la Grange Burgaud, les Granges, la Guérinière, la Haute Bourtière, la Jaguignière, la Landremière, la Lizabère, la Ménantelière, le Peu, le Plessis, la Pouge, la Réortière, la Rousselière, le Suchaud, les Terrières, la Trépinière, la Tutière, la Touche Allerit, la Vezallière.

### Histoire
Le Busseau est un lieu occupé depuis l'antiquité comme en témoigne le mégalithe qui se dressait autrefois sur la place de l’église et qui se trouve aujourd’hui sur la place du bourg. L’on sait également que plusieurs camps romains ont existé sur la commune et qu’une voie romaine passait au sud de la commune.
Un peu avant l'an 1000, Guillaume Fier à Bras, II -ème comte de Poitou donne le prieuré du Busseau aux moines du prieuré de Bourgueil et une communauté monastique s’y installe. De l'église Notre-Dame initiale de style roman, il ne reste aujourd'hui que le chœur et le clocher octogonal. Sous le parvis de l'église subsistent d'étroites cellules monacales taillées à même le schiste et un escalier conduisant à une salle souterraine.
Deux rois de France vinrent au Busseau. À la fin du mois d'octobre 1569, Charles IX et plusieurs seigneurs de sa cour y chassèrent et firent une halte dans un lieu qui porte encore le nom de « moulin du roi ». En mai 1621, c'est Louis XIII qui rendit visite à Pierre de Chateigner au Plessis, l'un des bourgs de la commune.
Un autre lieu de la commune occupé par un château fut rendu célèbre par un nom que tout le monde connait parce qu'il est associé à l'un des noms connus lors des guerres de Vendée. En effet, en 1760, Henri – Louis Auguste du Vergier de la Rochejaquelein devint propriétaire du château de La Touche Il fut le père de deux fameux généraux vendéens : Henri et Louis de la Rochejaquelein.
Les guerres de Vendée marquèrent profondément Le Busseau. En 1793, quelques « gars du Busseau » vinrent sur la commune voisine de Faymoreau et acclamèrent Louis-Marie de Chantreau âgé seulement de 22 ans, le choisirent pour chef et le portèrent en triomphe jusqu’au bourg. La réputation des « gars du Busseau » leur fut fatale : le 20 juin 1793, le général Biron commandant de l'armée républicaine fit diriger vers Le Busseau 2 000 fantassins appuyés par 250 cavaliers et attaquèrent à l'aube du 21. Le gros des troupes royalistes s'étant retiré, il ne restaient sur place que 200 hommes qui refusèrent de se rendre et ripostèrent. Presque tous furent tués. De cet évènement il reste une stèle commémorative érigée au lieu-dit « la fosse aux morts ».
En 1790, la commune avait demandé à être rattachée au département de la Vendée et sa demande avait été rejetée. Elle fut incorporée au canton de Coulonges sur l'Autize lors de la réorganisation territoriale de 1801.

### Climat
Pour des articles plus généraux, voir Climat de la Nouvelle-Aquitaine et Climat des Deux-Sèvres.
Historiquement, la commune est exposée à un climat océanique du nord-ouest.  
En 2020, Météo-France publie une typologie des climats de la France métropolitaine dans laquelle la commune est exposée à un climat océanique et est dans la région climatique  Poitou-Charentes, caractérisée par un bon ensoleillement, particulièrement en été et des vents modérés.
Pour la période 1971-2000, la température annuelle moyenne est de 11,8 °C, avec une amplitude thermique annuelle de 14,5 °C. Le cumul annuel moyen de précipitations est de 944 mm, avec 11,6 jours de précipitations en janvier et 7,1 jours en juillet. Pour la période 1991-2020, la température moyenne annuelle observée sur la station météorologique la plus proche, située sur la commune de Scillé à 3 km à vol d'oiseau, est de 12,1 °C et le cumul annuel moyen de précipitations est de 954,6 mm,. Pour l'avenir, les paramètres climatiques de la commune estimés pour 2050 selon différents scénarios d’émission de gaz à effet de serre sont consultables sur un site dédié publié par Météo-France en novembre 2022.

## Urbanisme

### Typologie
Au 1er janvier 2024, Le Busseau est catégorisée commune rurale à habitat très dispersé, selon la nouvelle grille communale de densité à sept niveaux définie par l'Insee en 2022.
Elle est située hors unité urbaine et hors attraction des villes,.

### Occupation des sols
L'occupation des sols de la commune, telle qu'elle ressort de la base de données européenne d’occupation biophysique des sols Corine Land Cover (CLC), est marquée par l'importance des territoires agricoles (95,2 % en 2018), une proportion sensiblement équivalente à celle de 1990 (95,5 %). La répartition détaillée en 2018 est la suivante : 
prairies (50 %), terres arables (26,7 %), zones agricoles hétérogènes (18,5 %), forêts (2,9 %), zones urbanisées (1,9 %). L'évolution de l’occupation des sols de la commune et de ses infrastructures peut être observée sur les différentes représentations cartographiques du territoire : la carte de Cassini (XVIIIe siècle), la carte d'état-major (1820-1866) et les cartes ou photos aériennes de l'IGN pour la période actuelle (1950 à aujourd'hui).

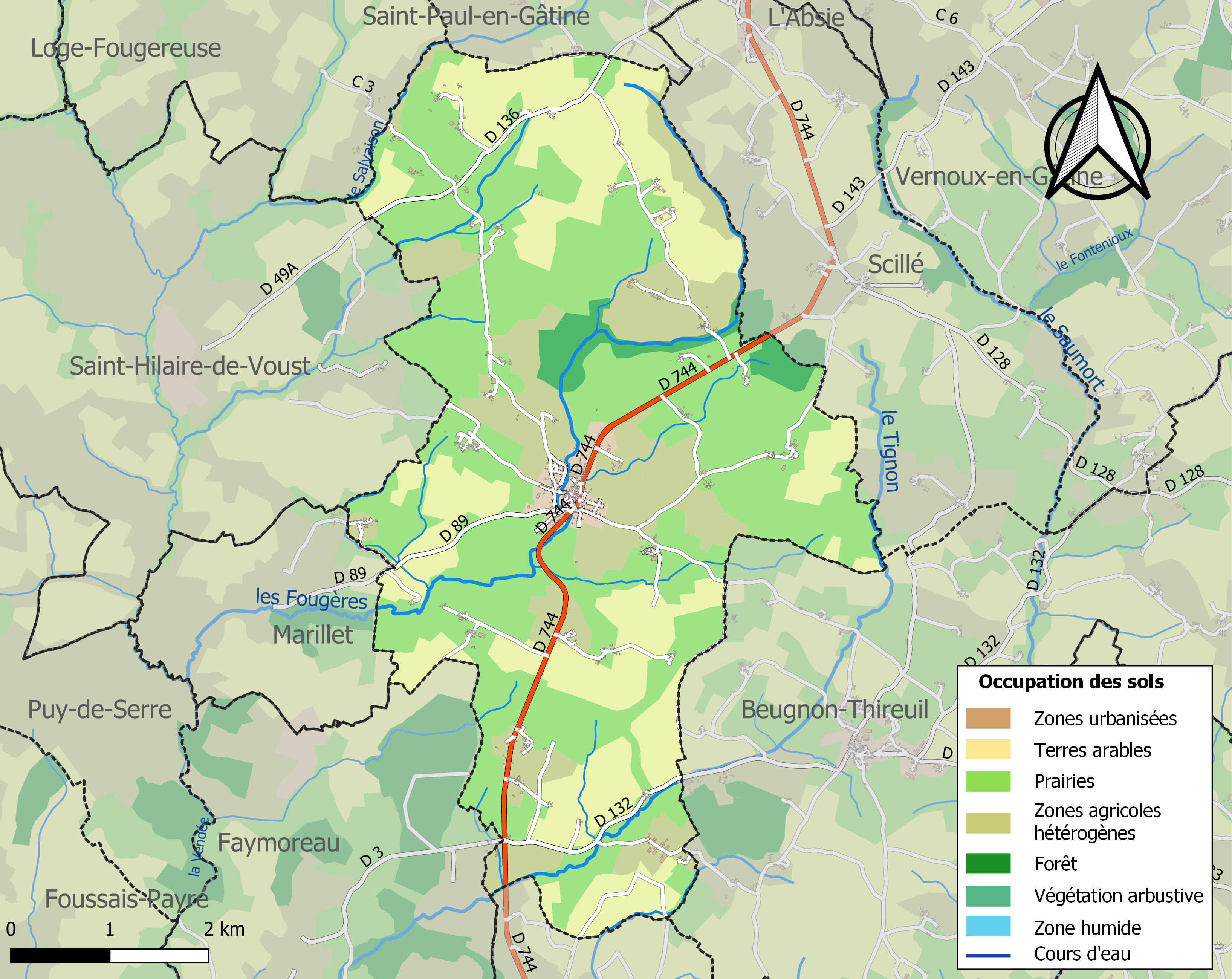
Carte des infrastructures et de l'occupation des sols de la commune en 2018 (CLC).

### Risques majeurs
Le territoire de la commune du Busseau est vulnérable à différents aléas naturels : météorologiques (tempête, orage, neige, grand froid, canicule ou sécheresse), inondations, mouvements de terrains et séisme (sismicité modérée). Il est également exposé à un risque technologique,  le transport de matières dangereuses, et à deux risques particuliers : le risque minier et le risque de radon. Un site publié par le BRGM permet d'évaluer simplement et rapidement les risques d'un bien localisé soit par son adresse soit par le numéro de sa parcelle.

#### Risques naturels
Certaines parties du territoire communal sont susceptibles d’être affectées par le risque d’inondation par débordement de cours d'eau, notamment les Fougères et le Tignon. La commune a été reconnue en état de catastrophe naturelle au titre des dommages causés par les inondations et coulées de boue survenues en 1982, 1983, 1995, 1999 et 2010,.

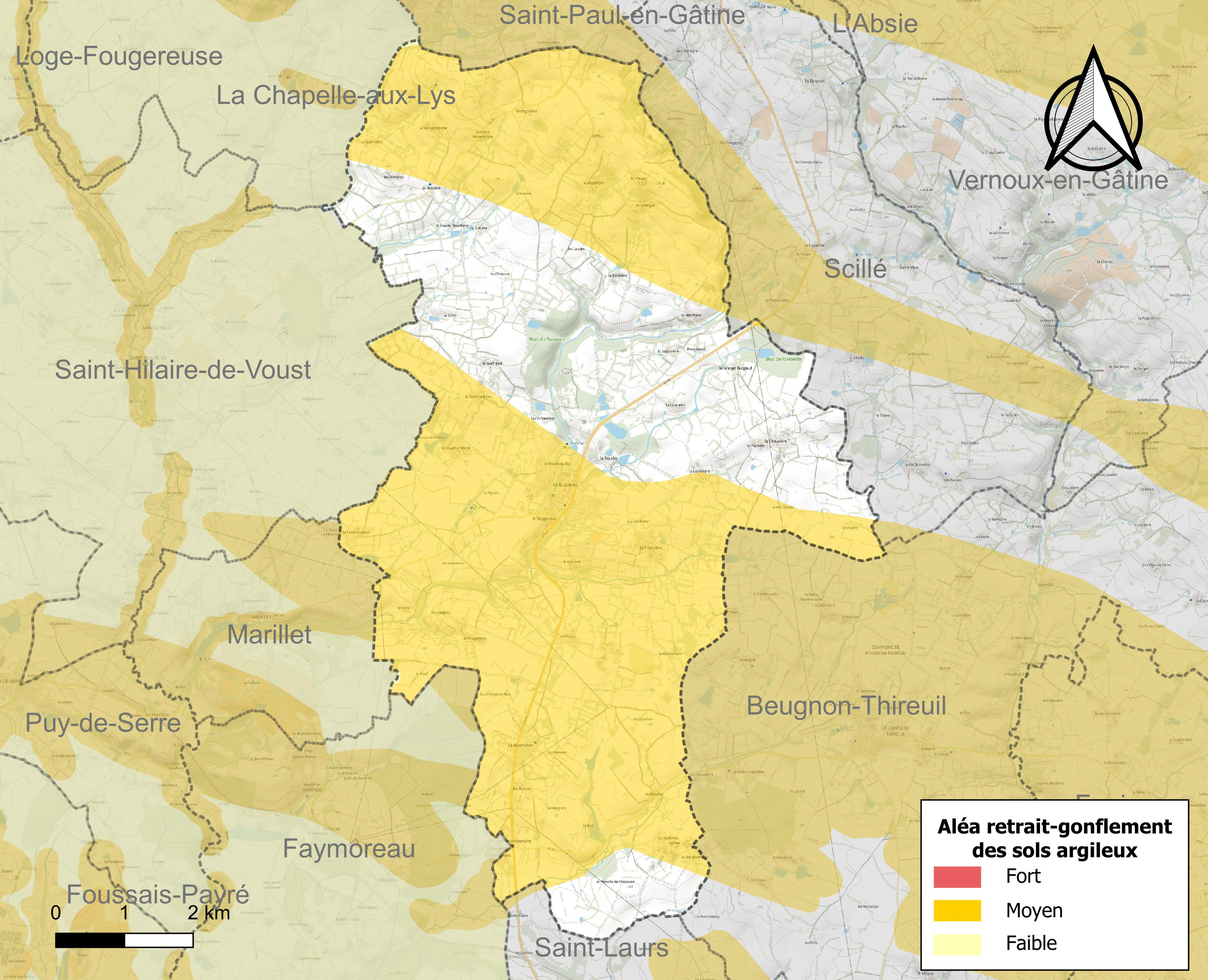
Carte des zones d'aléa retrait-gonflement des sols argileux du Busseau.

Les mouvements de terrains susceptibles de se produire sur la commune sont des mouvements de terrains, notamment des tassements différentiels. Le retrait-gonflement des sols argileux est susceptible d'engendrer des dommages importants aux bâtiments en cas d’alternance de périodes de sécheresse et de pluie. 66,6 % de la superficie communale est en aléa moyen ou fort (54,9 % au niveau départemental et 48,5 % au niveau national). Depuis le 1er octobre 2020, en application de la loi ELAN, différentes contraintes s'imposent aux vendeurs, maîtres d'ouvrages ou constructeurs de biens situés dans une zone classée en aléa moyen ou fort,.
La commune a été reconnue en état de catastrophe naturelle au titre des dommages causés par des mouvements de terrain en 1999 et 2010.

#### Risques particuliers
Un site de l'ancien bassin minier de Faymoreau est situé sur la commune. Ce bassin concerne six anciennes concessions de houille et une concession de schistes bitumineux exploitées au cours d’une période s’étalant de 1827 à 1958. La commune est dès lors concernée par le risque minier, principalement lié à l’évolution des cavités souterraines laissées à l’abandon et sans entretien après l’exploitation de ces mines.
Dans plusieurs parties du territoire national, le radon, accumulé dans certains logements ou autres locaux, peut constituer une source significative d’exposition de la population aux rayonnements ionisants. Selon la classification de 2018, la commune du Busseau est classée en zone 3, à savoir zone à potentiel radon significatif.

## Toponymie
L'origine de Le Busseau viendrait du latin buxu « bouis, buis » qui désigne à la fois l'arbuste toujours vert et sous des formes dérivées comme buxea « boisse, buisse » et buxio « buisson » des espèces végétales touffues et de petites tailles.

## Administration
| Période                                  | Période                    | Identité             | Étiquette | Qualité |
| ---------------------------------------- | -------------------------- | -------------------- | --------- | ------- |
| Les données manquantes sont à compléter. |                            |                      |           |         |
| avant 1988                               | ?                          | Michel Renaudin      | DVD       |         |
| mars 2008                                | 2014                       | Denis Renou          |           |         |
| 2014                                     | 2020                       | Marie-Claire Thibaud |           |         |
| 2020                                     | En cours (au 22 mars 2021) | Philippe Dedoyard    |           |         |

## Démographie
L'évolution du nombre d'habitants est connue à travers les recensements de la population effectués dans la commune depuis 1793. Pour les communes de moins de 10 000 habitants, une enquête de recensement portant sur toute la population est réalisée tous les cinq ans, les populations de référence des années intermédiaires étant quant à elles estimées par interpolation ou extrapolation. Pour la commune, le premier recensement exhaustif entrant dans le cadre du nouveau dispositif a été réalisé en 2005.

En 2022, la commune comptait 734 habitants, en évolution de +0,14 % par rapport à 2016 (Deux-Sèvres : +0,18 %, France hors Mayotte : +2,11 %).
| 1793 | 1800 | 1806 | 1821  | 1831  | 1836  | 1841  | 1846  | 1851  |
| ---- | ---- | ---- | ----- | ----- | ----- | ----- | ----- | ----- |
| 930  | 881  | 849  | 1 100 | 1 095 | 1 162 | 1 200 | 1 328 | 1 360 |

| 1856  | 1861  | 1866  | 1872  | 1876  | 1881  | 1886  | 1891  | 1896  |
| ----- | ----- | ----- | ----- | ----- | ----- | ----- | ----- | ----- |
| 1 416 | 1 491 | 1 520 | 1 525 | 1 591 | 1 671 | 1 690 | 1 731 | 1 711 |

| 1901  | 1906  | 1911  | 1921  | 1926  | 1931  | 1936  | 1946  | 1954  |
| ----- | ----- | ----- | ----- | ----- | ----- | ----- | ----- | ----- |
| 1 786 | 1 700 | 1 668 | 1 504 | 1 438 | 1 400 | 1 334 | 1 243 | 1 137 |

| 1962  | 1968  | 1975 | 1982 | 1990 | 1999 | 2005 | 2006 | 2010 |
| ----- | ----- | ---- | ---- | ---- | ---- | ---- | ---- | ---- |
| 1 119 | 1 025 | 918  | 840  | 780  | 754  | 671  | 667  | 744  |

| 2015 | 2020 | 2022 | - | - | - | - | - | - |
| ---- | ---- | ---- | - | - | - | - | - | - |
| 734  | 733  | 734  | - | - | - | - | - | - |

## Culture locale et patrimoine

### Lieux et monuments
L'église Notre-Dame est construite au XIe siècle sur l'ancien prieuré de Bucelum, attaché à l'abbaye bénédictine de Bourgueil. En effet, Les terres du Busseau avaient été données au Moyen Âge par Emma de Blois, femme de Guillaume IV d’Aquitaine aux moines de l'abbaye de Bourgueil située en Indre-et-Loire.

### Personnalités liées à la commune

Blason de François Viète (portail).

- François Viète (1540-1603), mathématicien initiateur de l'Algèbre nouvelle, dont le père exerçait au Busseau la fonction de notaire.

### Héraldique
| Blason de Le Busseau | Blason  | Parti : au 1er d'argent à la tierce ondée en pal et à une branche de buis de sinople brochant, au 2d coupé d'argent et de sable et a un lion de gueules brochant. |
| Blason de Le Busseau | Détails | Adopté le 1er octobre 2020. |